# Эбсгер-Рёдер, Рудольф
Рудольф Эбсгер-Рёдер (нем. Rudolf Oebsger-Röder; 9 марта 1912, Лейпциг, Германская империя — 21 июня 1992, Мюнхен, Германия) — оберштурмбаннфюрер СС, начальник отдела СД в айнзацкоманде 16 в Бромберге, сотрудник Главного управления имперской безопасности (РСХА). После Второй мировой войны стал сотрудником БНД и корреспондентом газеты Süddeutsche Zeitung в Джакарте.

## Биография
Рудольф Эбсгёр-Рёдер родился 9 марта 1912 года в семье мастера цеха. После окончания школы изучал в университете Лейпцига историю, социологию и журналистику.
В конце 1929 года стал членом гитлерюгенда. 1 марта 1931 года вступил в НСДАП (билет № 475061) и Штурмовые отряды (СА). В 1933 году возглавил отдел прессы и пропаганда в национал-социалистическом союзе студентов. С 1935 по 1937 год работал ассистентом в институте исследования прессы в Лейпциге. В 1936 году защитил диссертацию на тему образовательного статуса немецких журналистов и получил степень доктора философских наук.
В апреле 1935 года был зачислен в ряды СС (№ 267393). Эбсгер-Рёдер был принят в аппарат СД и вскоре стал штатным сотрудником этой организации, занимал должность референта в оберабшните СС «Центр». В 1937 году поступил на службу в оберабшнит СД «Эльба». После начала польской кампании Эбсгер-Рёдер был назначен руководителем отряда СД из четырёх человек в составе айнзацкоманды 16 в Бромберге, отдельного подразделения, непосредственно подчинявшегося бригадефюреру СС Якобу Шпорренбергу. В своем докладе в Главное управление имперской безопасности (РСХА) от 21 октября 1939 года он сообщил, что в городах Западной Пруссии подразделения гестапо и отряды Народной немецкой самозащиты «проводят акции по аресту польских учителей и их доставке в тюрьму Кроне. План состоит в том, чтобы ликвидировать радикальные польские элементы». В другом отчете Эбсгер-Рёдер описывал задачи своего подразделения ещё более радикально:
Согласно воле фюрера, Западная Пруссия должна в кратчайшие сроки возникнуть из Восточной Померании, находящейся под властью Польши. Для выполнения этих задач, по единогласному мнению всех компетентных организаций, необходимы следующие меры: 1) физическая ликвидация всех тех польских „элементов”, которые а) в прошлом каким-либо образом выступали в качестве лидеров на польской стороне или б) могли бы в будущем примкнуть к польскому сопротивлению. [...] Вышеуказанные меры были приняты с самого начала. Для обоснования необходимости этого предложения представляются необходимыми следующие замечания: 1) ликвидация можно будет проводить только недолгое время. Затем немецкая администрация и другие положения вне контроля партии сделают прямые действия невозможными. В любом случае, в итоге, несмотря на все трудности, будет уничтожена лишь малая часть поляков в Западной Пруссии (примерно 20 000 человек).Отчёт Рудольфа Эбсгер-Рёдера осенью 1939 года в имперское министерство пропаганды и народного просвещения
После службы в СД стал заместителем начальника иммиграционного центра в Готтенхафене. В середине ноября 1939 года прибыл в Лицманштадт, где до конца марта 1940 года возглавлял отделение иммиграционного центра. В июне 1940 года стал начальником отделения СД в Данциге. В 1941 и 1942 годах участвовал в организации Цеппелин, возглавляя с июля 1942 по ноябрь 1943 года особый отдел VI C/Z по данной организации в Главном управлении имперской безопасности (РСХА).
С мая 1944 года был командиром одной из айнзацкоманд, действовавшей в Венгрии и дислоцированной в городе Клуж. Впоследствии до августа 1944 года служил в отделении СД в Будапеште. До окончания войны служил в 6-м управлении РСХА. В 1945 году ему было присвоено звание оберштурмбаннфюрера СС.
После окончания войны скрылся и под именем Рихарда Руппа работал фермером в Шлезвиг-Гольштейне. В начале 1946 года был арестован в Ганновере и помещён в лагерь для интернированных в Бад-Нендорфе. В ноябре 1948 года в ходе процедуры денацификации в Билефельде был приговорён к 18 месяцам заключения с учётом интернирования в Бад-Нендорфе. В том же году был завербован в разведывательную организацию Гелена, позже служил в разведке БНД, на которую работал в 1950-х годах. В 1957 году привёл в организацию торговца оружием и бывшего офицера СС Вильгельма Байснера. В ФРГ Эбсгер-Рёдер несколько раз находился под следствием по обвинению в военных преступлениях, однако все расследования были прекращены, поскольку не удалось доказать его причастность к каким-либо преступлениям, кроме того, что он знал о них. В декабре 1959 года Эбсгер-Рёдер, который также был журналистом газеты Deutsche Soldaten-Zeitung, уехал из Мюнхена в Индонезию. Там нашел доступ к главе государства и диктатору Сухарто и работал его советником и биографом. В то же время он был сотрудником БНД в Джакарте под псевдонимом «О. Г. Редер», а также корреспондентом Süddeutsche Zeitung и Neue Zürcher Zeitung. С декабря 1962 по июль 1964 года жил в Бангкоке, а затем снова в Индонезии. Из-за своего нацистского прошлого Эбсгер-Рёдер был освобождён от обязанностей в БНД летом 1964 года, но его продолжали использовать в качестве информатора в Индонезии до марта 1966 года. Впоследствии его несколько раз хотели вновь привлечь в качестве «наиболее информированного журналиста» в Индонезии до 1979 года, но он отказался от этой просьбы. С 1969 года опубликовал несколько книг, посвящённых Индонезии, людям, живущим в ней, туристическим достопримечательностям и политическим особенностям.
21 июня 1992 года умер в Мюнхене от сердечной недостаточности.